# الیسا کاسانووا
الیسا کاسانووا (ایتالیایی: Elisa Casanova؛ زادهٔ ۲۶ نوامبر ۱۹۷۳) بازیکن زن واترپلو اهل ایتالیا بود. وی در بازی‌های المپیک تابستانی ۲۰۰۸ و ۲۰۱۲ شرکت کرده‌است.